# Чолак Михайло Ісайович
Михайло Ісайович Чолак (27 липня 1929, село Слободзея-Воронково, тепер Слобозія-Варанкеу Сороцького району, Молдова — ?) — молдавський радянський діяч, міністр торгівлі Молдавської РСР, завідувач відділу торгівлі та побутового обслуговування ЦК КП Молдавії. Член ЦК КП Молдавії в 1966—1986 роках. Депутат Верховної Ради Молдавської РСР 7—11-го скликань.

## Біографія
Народився в селянській родині. Закінчив Молдавський кооперативний технікум в місті Сороки.
Член КПРС з 1952 року.
У 1953 році закінчив Московський інститут народного господарства імені Плеханова.
У 1953—1959 роках — викладач Молдавського кооперативного технікуму в місті Сороки.
У 1959—1962 роках — директор Сороцького торгово-кооперативного училища Молдавської РСР.
У 1962—1963 роках — директор Кишинівського торгово-кооперативного технікуму Молдавспоживспілки.
У 1963—1965 роках — заступник завідувача промислово-транспортного відділу ЦК КП Молдавії.
У 1965—1970 роках — завідувач відділу торгівлі та побутового обслуговування ЦК КП Молдавії.
У 1970—1972 роках — голова республіканського об'єднання «Молдплодовоч» при Раді міністрів Молдавської РСР.
У 1971 році закінчив Заочну Вищу партійну школу при ЦК КПРС.
У 1972—1973 роках — голова союзно-республіканського агропромислового об'єднання «Молдплодовочпром» Ради міністрів Молдавської РСР. 
31 січня 1973 — 5 листопада 1985 року — міністр торгівлі Молдавської РСР.
У листопаді 1985 — після 1988 року — заступник голови Державного комітету Молдавської РСР із цін.
Подальша доля невідома.

## Нагороди
- три ордени Трудового Червоного Прапора
- орден Дружби народів
- медалі